# Одрехівський Роман Васильович
Роман Васильович Одрехі́вський (нар. 2 липня 1959, Львів) — український майстер різьблення на дереві та художнього скла, мистецтвознавець і педагог; доктор мистецтвознавства з 2017 року, професор з 2022 року. Член Спілки критиків та істориків мистецтва із 1998 року та Національної спілки художників України з 1999 року.

## Біографія
Народився 2 липня 1959 року в місті Львові (нині Україна). Син скульптора Василя Одрехівського та співачки Марії Байко, молодший брат скульптора Володимира Одрехівського. 1981 року закінчив Львівський інститут прикладного та декоративного мистецтва, де навчався зокрема у Богдана Галицького, Михайла Лозинського, Якима Запаска. Дипломна робота — декоративні тарелі до 1500-річчя Києва «Пісня про давній Київ» (керівник Богдан Галицький, оцінка — відмінно).
З 1990 року працював асистентом на кафедрі архітектури та планування сільських населених місць Львівського сільськогосподарського інституту. У 1995 році закінчив аспірантуру при Львівській академії мистецтв і отримав науковий ступінь кандидата мистецтвознавства. З 1996 року — старший викладач, а з 1998 року — доцент кафедри дизайну Національного лісотехнічного університету України. 30 листопала 2017 року у Національній академії керівних кадрів культури і мистецтв захистив докторську дисертацію на тему: «Мистецтво різьблення по дереву в Галичині як феноменсакральної культури України (ХІХ — перша третина ХХ століття)» (науковий консультант — Ольга Школьна). З 2022 року — професор кафедри хореографії і мистецтвознавства Львівського університету фізичної культури. 
Член редколегій наукових фахових виданнь України «Мистецтвознавство» та «Вісник Львівського університету. Серія «Мистецтвознавство». Член редколегії із напрямів у збірнику «Етнодизайн у контексті українського національного відродження та європейської інтеграції. Збірник наукових праць. Книга третя. Київ, 2019». Член спеціалізованої вченої ради з присудженням наукового ступеня доктора наук із мистецтвознавства із 2022 року. Мешкає у Львові в будинку на вулиці Тютюнників, № 20, квартира № 2.

## Творчість
Працює у галузях художнього скла та рельєфної скульптури. Серед робіт:
- набір декоративних тарелей «Стародавній Київ» (1981);
- погруддя студента-біолога Р. Липака (1986);
- декоративний рельєф «Захар Беркут, Максим, Мирослава» (1986; за мотивами повісті Івана Франка «Захар Беркут»);
- два медальйони «Либідь» (1988).

Бере участь у всеукраїнських мистецьких виставках з 1982 року.
Окремі роботи майстра зберігаються у Львівському літературно-меморіальному музеї Івана Франка.

## Науковий доробок
Автор низки досліджень з питань мистецтвознавства, зокрема:
- книги «Різьбярство Лемківщини» (1998, Львів);
- статтї «Нове про творчість різьбяра Михайла Мацієвського (до питання встановлення авторства творів сакральної різьби по дереву у Північній Лемківщині)» // «Народознавчі зошити», частина 5 (2000, Львів).

Автор статей до Енциклопедії сучасної України про Володимира Беця та Михайла Мацієвського.